# Лессер, Фрэнк
Фрэнк Генри Лессер (англ. Frank Henry Loesser; 29 июня 1910[…], Нью-Йорк, Нью-Йорк — 28 июля 1969[…], Нью-Йорк, Нью-Йорк) — американский композитор, автор музыки и текстов для многих бродвейских мюзиклов, включая такие как «Парни и куколки» и «Как преуспеть в бизнесе, ничего не делая». Он получил премию «Тони» за музыку и тексты песен в обоих шоу, а также Пулитцеровскую премию за лучшую драму. Он также написал песни для более чем 60 голливудских фильмов и для Tin Pan Alley, многие из которых стали стандартами, и был номинирован на пять премий «Оскар» за лучшую песню, выиграв один раз за «Baby, It’s Cold Outside».